# Megachile geneana
Megachile geneana är en biart som först beskrevs av Giovanni Gribodo 1894.
Megachile geneana ingår i släktet tapetserarbin och familjen buksamlarbin. Inga underarter finns listade i Catalogue of Life.